# 小谷村 (広島県)
小谷村（こだにむら）は、広島県豊田郡にあった村。現在の東広島市高屋町小谷にあたる。

## 地理
- 河川：入野川[1]

## 歴史
- 1889年（明治22年）4月1日、町村制の施行により、豊田郡小谷村が単独で村制施行し、小谷村が発足[1][2]。
- 1955年（昭和30年）3月31日、賀茂郡高屋村に編入され廃止[1][2]。同日、高屋村は町制施行して高屋町となる[2]。

## 産業
- 農業

## 交通

### 鉄道
- 1895年（明治28年）山陽鉄道（現山陽本線）白市駅開設[1]

## 教育
- 1891年（明治24年）小谷簡易小学校は小谷尋常小学校（現東広島市立小谷小学校）となり、1917年（大正6年）高等科を併置[1]。
- 1914年（大正3年）小谷尋常小学校に農業補習学校を併置し、さらに1926年（大正15年）青年訓練所を併置し、これらは1935年（昭和10年）青年学校に改組された[1]。